# Stephan Cuntz

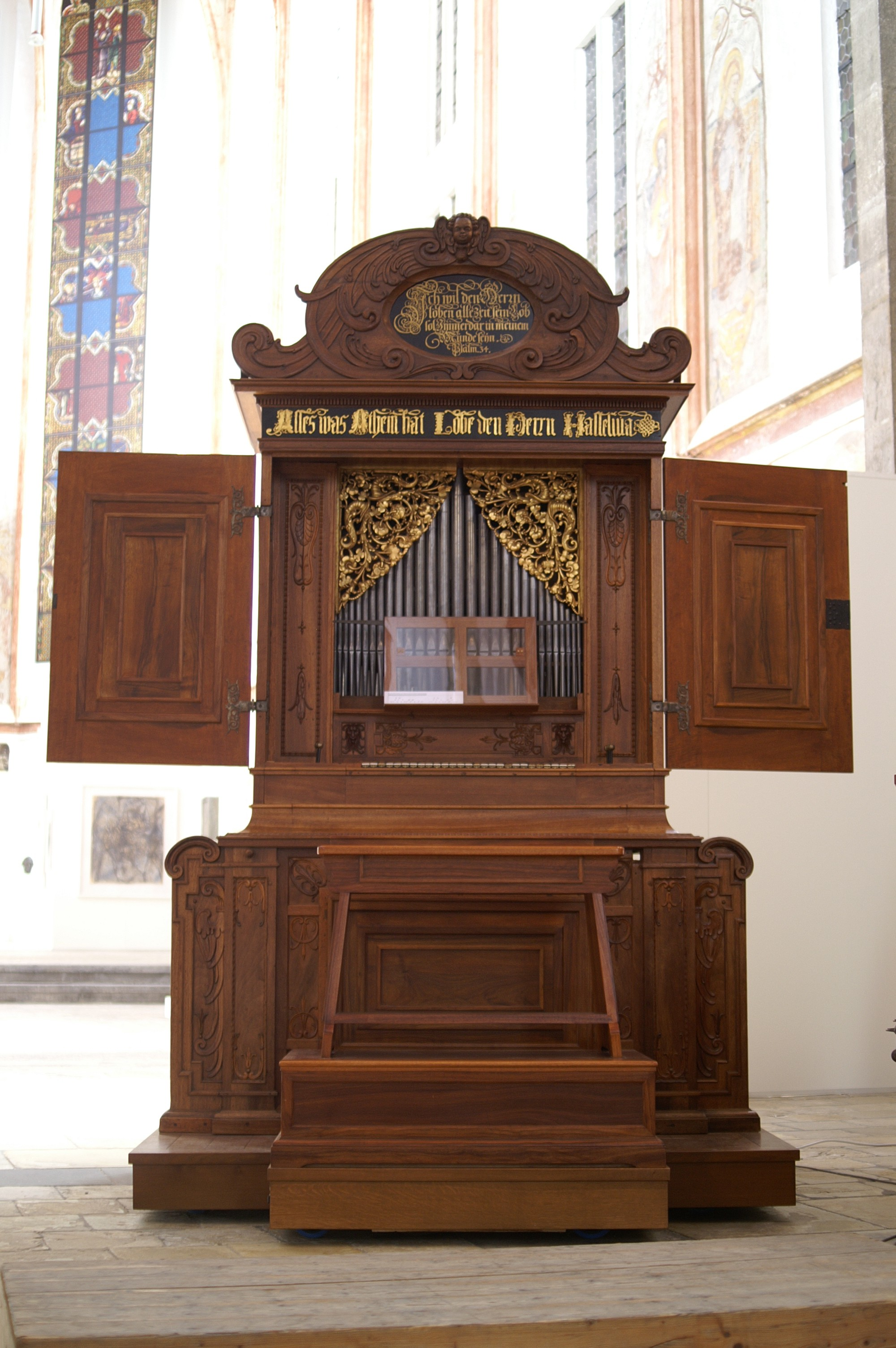
Restauriertes Cuntz-Positiv in der Minoritenkirche in Regensburg

Stephan Cuntz (* um 1565 in Passau; † nach 9. November 1629 in Nürnberg) war ein deutscher Orgelbauer.

## Leben
Stephan Cuntz war Sohn des Orgelmachers Jörg Cuntz(mann). Nach einer Schulausbildung und einer Schreinerlehre, die er um 1585 abschloss, begann er eine Orgel- und Instrumentenmacherlehre vermutlich bei Lorenz Hauslaib in Nürnberg. Erst im Jahr 1595 sind Instrumente von ihm nachweisbar. 
1598 erhielt er das Nürnberger Bürgerrecht. Er heiratete am 28. April 1600 Barbara Koch. Aus der Ehe gingen vier Kinder hervor: Georg (* 9. März 1601), Ursula (* 21. Dezember 1605), Juliane (* 12. August 1614) und Margareta (* 12. August 1616). Am 21. Oktober 1611 wurde ihm das Amt des Stadtorgelmachers, in Nachfolge von Peter Grünewald verliehen. 
1620 reiste Cuntz vier Jahre lang durch Europa und war in Antwerpen und ziemlich sicher auch bei seinen Brüdern in Krakau tätig. Er kehrte 1624 mit seinem Neffen Matthaes nach Nürnberg zurück. Er starb dort und wurde am 9. November 1629 auf dem St.-Rochus-Friedhof beigesetzt. Cuntz erbaute Instrumente in Mittelfranken und Coburger Raum. Sein bekanntester Schüler war sein Mitarbeiter Nicolaus Manderscheidt.
Ein Porträt Cuntz’ findet sich auf einem im Germanischen Nationalmuseum Nürnberg erhaltenen Deckel eines Spinetts, welches er zu einem Claviorganum erweiterte.

## Werk
Von den zahlreichen Arbeiten von Stephan Cuntz sind ausschließlich einige Positive erhalten: Er stand ganz in der Tradition des Positivbaues, für welchen die Stadt Nürnberg zu dieser Zeit bekannt war. 
- 1598: Metropolitan Museum, New York: Orgelwerk in Claviorganum von Lorenz Hauslaib[3]
- um 1599: Stift Nonnberg, Salzburg
- um 1610: St. Georg, Dinkelsbühl (→ Orgel)
- um 1610: Frauenkirche, Nürnberg, im Museum für Musikinstrumente der Universität Leipzig; Werk mit Nicolaus Manderscheidt.[4]
- um 1610: Musikinstrumenten-Museum Berlin
- 1627: Historisches Museum Regensburg (Minoritenkirche), erbaut für ein Nürnberger Patrizierhaus; älteste erhaltene Orgel der Oberpfalz.[5][6] (→ Orgel)